# Vuossajärvi
Vuossajärvi är en sjö i Finland. Den ligger i kommunen Kittilä i landskapet Lappland, i den norra delen av landet, 900 km norr om huvudstaden Helsingfors. Vuossajärvi ligger 192,3 meter över havet. Arean är 15,9 hektar och strandlinjen är 1,83 kilometer lång. Sjön  ingår i Kemi älvs huvudavrinningsområde.   Den ligger vid sjön Kapustajärvi.